# Sweat (album de Nelly)
Pour les articles homonymes, voir Sweat.
Albums de Nelly
Da Derrty Versions: The Reinvention
(2003) Suit
(2004)
Singles
1. Flap Your Wings
Sortie : 27 juillet 2004
2. Tilt Ya Head Back
Sortie : 15 septembre 2004
3. Na-NaNa-Na
Sortie : 25 janvier 2005

Sweat est le troisième album studio de Nelly, sorti le 14 septembre 2004.
À l'origine Nelly voulait publier un seul album avant de décider d'en sortir deux simultanément, l'autre étant  Suit. Selon les déclarations de l'artiste, Sweat est plutôt rap, avec des titres énergiques, alors que Suit est plus mélodieux.
L'album, qui s'est classé 2e au Billboard 200, au Top R&B/Hip-Hop Albums et au Top Internet Albums, a été certifié disque de platine par la Recording Industry Association of America (RIAA) le 1er novembre 2004.

## Liste des titres
| No  | Titre                                                                 | Contient un (des) sample(s) de                             | Durée |
| --- | --------------------------------------------------------------------- | ---------------------------------------------------------- | ----- |
| 1.  | Heart of a Champion (featuring The Lincoln University Vocal Ensemble) | Roundball Rock de John Tesh                                | 4:29  |
| 2.  | Na-NaNa-Na (featuring Jazze Pha)                                      | 2 of Amerikaz Most Wanted de 2Pac featuring Snoop Dogg     | 3:59  |
| 3.  | Flap Your Wings                                                       |                                                            | 4:03  |
| 4.  | American Dream (featuring St. Lunatics)                               | Tired of Ballin de Tela Rapper's Delight du Sugarhill Gang | 4:56  |
| 5.  | River Don't Runnn (featuring Murphy Lee et Stephen Marley)            |                                                            | 4:59  |
| 6.  | Tilt Ya Head Back (featuring Christina Aguilera)                      | Superfly de Curtis Mayfield                                | 4:13  |
| 7.  | Grand Hang Out (featuring Fat Joe, Jung Tru et Remy Ma)               |                                                            | 4:49  |
| 8.  | Getcha Getcha (featuring St. Lunatics)                                |                                                            | 4:37  |
| 9.  | Another One                                                           |                                                            | 4:39  |
| 10. | Spida Man                                                             |                                                            | 4:51  |
| 11. | Playa (featuring Mobb Deep et Missy Elliott)                          | Magnetic Dance 2 de Lee Ryda                               | 3:57  |
| 12. | Down in da Water (featuring Ali et Gube Thug)                         |                                                            | 4:20  |
| 13. | Boy (featuring Lil' Flip et Big Gipp)                                 |                                                            | 3:59  |

| 14. | Don't Stop | 3:57 |